# Nancray-sur-Rimarde
Nancray-sur-Rimarde település Franciaországban, Loiret megyében. Lakosainak száma 571 fő (2022. január 1.). Nancray-sur-Rimarde Courcelles-le-Roi, Batilly-en-Gâtinais, Boiscommun, Bouilly-en-Gâtinais, Chambon-la-Forêt és Nibelle községekkel határos.

## Népesség
A település népességének változása:
| Lakosok száma | 408  | 362  | 424  | 474  | 576  | 606  | 599  | 576  | 574  | 571  |
|               | 1968 | 1982 | 1990 | 2006 | 2013 | 2015 | 2017 | 2019 | 2020 | 2022 |